# 北京市汇文第一小学

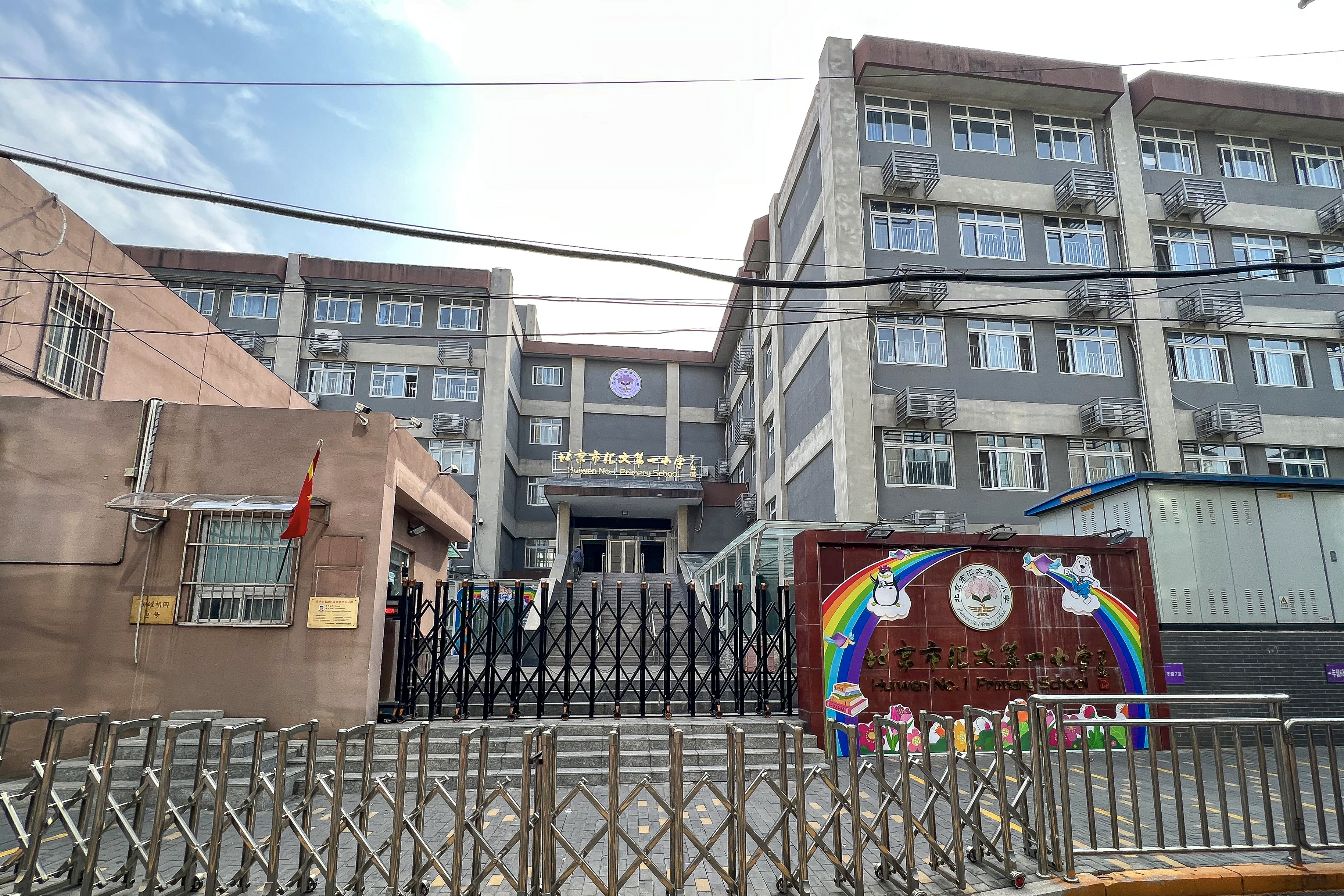
汇文一小北门

北京市汇文第一小学（简称“汇文一小”），原与汇文中学，汇文大学一起统称汇文学校，是一所具有百余年历史的小学，最早是美以美会学校，二十世纪六十年代时，曾是北京城内享有一定声望的寄宿制小学。 

## 历史延革
- 1871——1885 培元斋（基督教崇文门内亚斯礼堂附设蒙学馆）
- 1885——1888 怀理书院
- 1888——1893 汇文书院（成美馆）
- 1893——1901 汇文大学（成美馆）
- 1901——1928 北京汇文高等小学校
- 1928——1950 北平特别市私立汇文第一小学
- 1950——1956 北京市汇文第一小学
- 1956——1968 北京市东城区盔甲厂第一小学校
- 1968——1978 北京市东城区东风小学
- 1978——2010 北京市东城区丁香胡同小学
- 2010至今 北京市汇文第一小学

## 校训
1927年，汇文学校以“智 仁 勇”作为校训。1929年著名教育家蔡元培先生以《中庸》原句“好学近乎智，力行近乎仁，知耻近乎勇”题释之，并以此书赠汇文学校。

## 著名教师
- 孙敬修，故事老爷爷，曾任汇文一小教导主任。

## 著名校友
- 吴小如，文史学家
- 梁树权，化学专家
- 刘延东，政协副主席
- 贾兰坡，考古学家
- 郝爱民，曲艺艺术家
- 年维泗，足协主席
- 徐庆平，著名画家
- 雷恪生，表演艺术家
- 朱明瑛，歌唱家
- 家曾威，桥梁专家
- 启功，国学大师
- 王大珩，两弹元勋
- 孙敬修，故事爷爷

## 事件

### 食物中毒事件
1998年9月18日，丁香胡同小学343名学生发生食物中毒现象，主要症状为全身发冷，发热，大便带粘液。少数学生有较严重的症状，据说16日晚几个患儿被报病危。丁香胡同小学因此事件停课约一周。
食物中毒的原因被指食用被痢疾杆菌污染的食品（鱼丸）。事件之后一段时间，丁香胡同小学更改了自制午餐制为从校外订餐，并且学校食堂进行了整修和翻新。